# Улица Иосифа Гришашвили
Улица Иосифа Гришашвили (груз. იოსებ გრიშაშვილის ქუჩა) — улица в Тбилиси, в районе Ортачала. Проходит от улицы Абано до улицы Вахтанга Горгасали. Одна из главных транспортных магистралей района.

## История
Одна из старейших улиц Тбилиси, искусствоведы, подчеркивая важность этой улицы для старого города, часто сравнивают её со знаменитой римской улицей — Via Apia Antica.
Улица — часть древней Гянджинской дороги (шла со стороны Гянджи) и была единственной дорогой, соединявшей запад с востоком (Персия, Индия, Китай).
На дороге было двое городских ворот: одни в крепостной стене (в районе современного памятника 300 арагвинских героев), другие — у входа в главную цитадель города — Нарикала, где сейчас находится вход в Ботанический сад. Сохранились опоры старого моста. Во время нашествия Ага-Мохаммед-хана (1795) практически вся застройка улицы была разрушена, но общие размеры, прежнее направление, планировочные контуры остались. На улице находился армянский храм Сурб-Саркис (не сохранился), по некоторым сведениям у него был похоронен умерший в Тифлисе брат Ивана Айвазовского Гавриил Айвазовский (1812—1880)
В настоящее время улица застроена в основном малоэтажными домами XIX века (есть и несколько современных домов), которые украшены деревянными элементами, традиционными орнаментами, используется грузинский квадратный кирпич. Жилые дома с тбилисскими зелеными двориками и балконами обычно огорожены на склонах Таборийского хребта.
На плане Тифлиса 1867 года указана как Таможенная улица (Нижняя (Старая) таможенная улица — на ней находилась таможня). Внесена в список улиц, составленный городским управлением в 1903 году, под названием улица Сурб-Саркиси. С 1925 года улица Али Таги-заде, затем — улица Болниси.
Современное название с 1948 года в честь грузинского советского поэта Иосифа Гришашвили (1889—1965).

## Достопримечательности
Серные бани

сквер имени Гейдара Алиева

Одна из границ сквера имени Гейдара Алиева
Баня Мирзоева (известна с XVII столетия)
Храм Святого Николая в Ортачала (1855)